# Pals
Pour les articles homonymes, voir Pal (héraldique) et Pals (homonymie).
Pals est une commune espagnole de Catalogne, située en province de Gérone, dans la comarque de Baix Empordà

## Géographie
La commune est située en Catalogne, sur le littoral de la mer Méditerranée, à 25 km à l'est de Gérone.

## Toponymie
Son nom vient du latin palus signifiant « lieu marécageux ».

## Histoire
Le centre de Pals (El Raco) forme un ensemble historique monumental ceint par les anciens murs du château et de la ville. Le château de Pals est mentionné pour la première fois en 889 sous le nom de Castellarum Aspero Montis (Mont Aspre en catalan, soit « mont rugueux ») quand le roi des Francs Eudes en fait donation. Le second document date de l'année 994 lors d'une autre donation faite par les comtes de Barcelone Raymond Borrell et Ermessende, de Pals et de l'église de Saint-Pierre à l’évêque de Gérone. À la fin du Xe siècle, Pals est la propriété de la famille du chevalier Gausfred Vidal. En 1065, Pals revient sous la domination des comtes de Barcelone, Raimond-Bérenger et Almodis.
Entre 1380 et 1482, plusieurs révoltes paysannes de serfs (appelée « révoltes des semences ») éclatent et culminent avec la guerre civile catalane contre Jean II. À la suite de ce conflit, le château est gravement endommagé et le roi autorise les habitants à en utiliser les pierres pour reconstruire l'église Saint-Pierre et les murs de la ville. Seule une tour est préservée, maintenant connue sous le nom de « tour des Heures ».
En 1501, sous le règne du roi Ferdinand II, Pals devient une municipalité indépendante avec les privilèges d’une ville et le pouvoir de prélever des taxes.

## Lieux et monuments

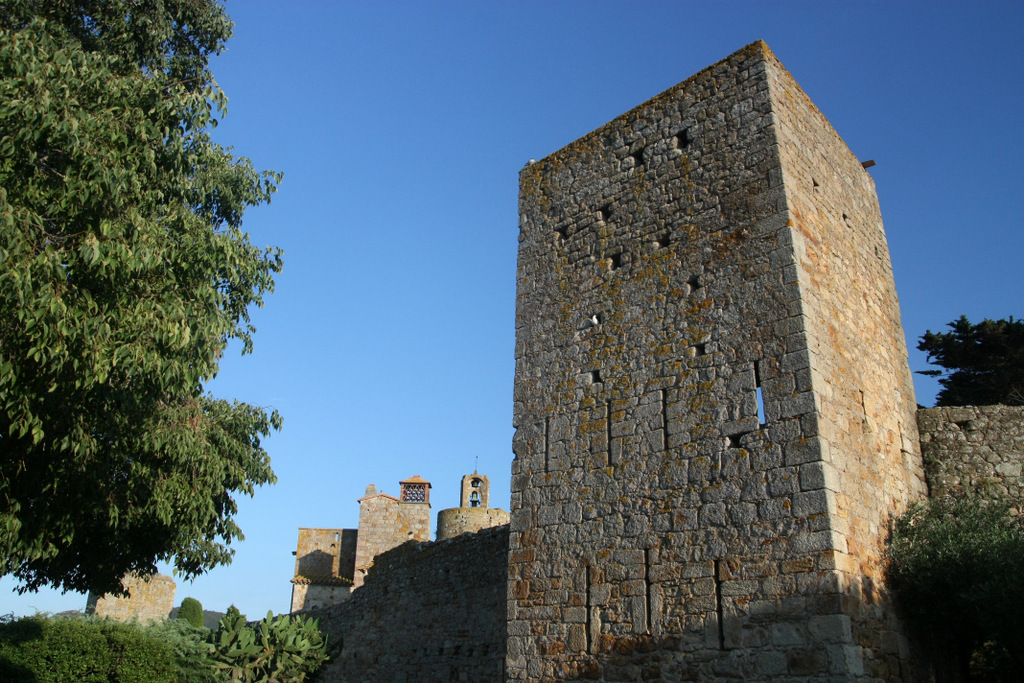
Muraille
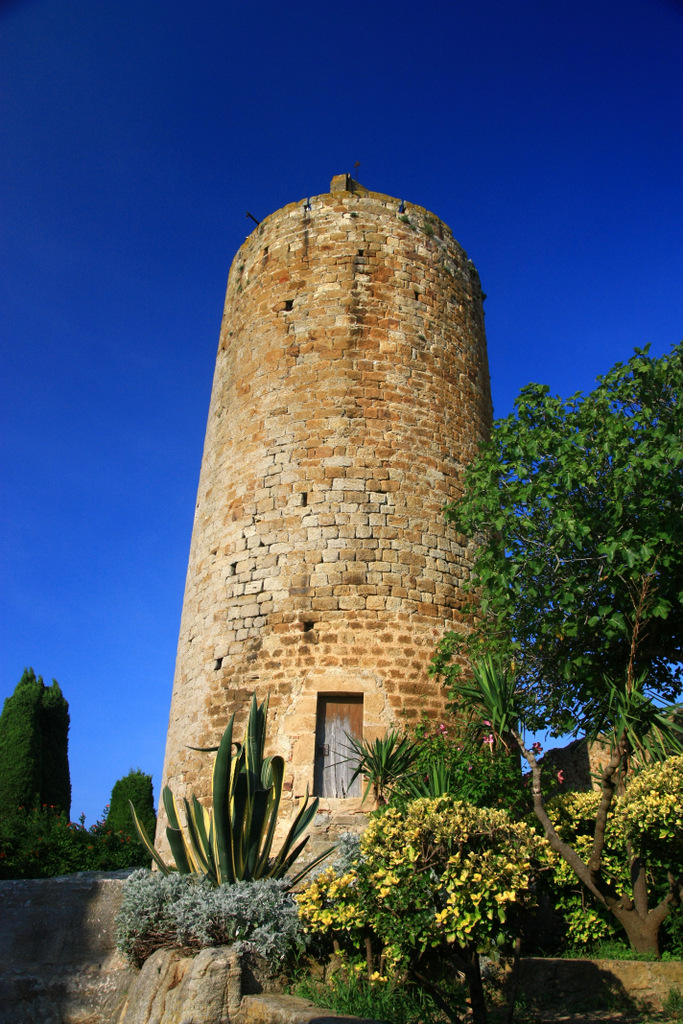
Tour des heures
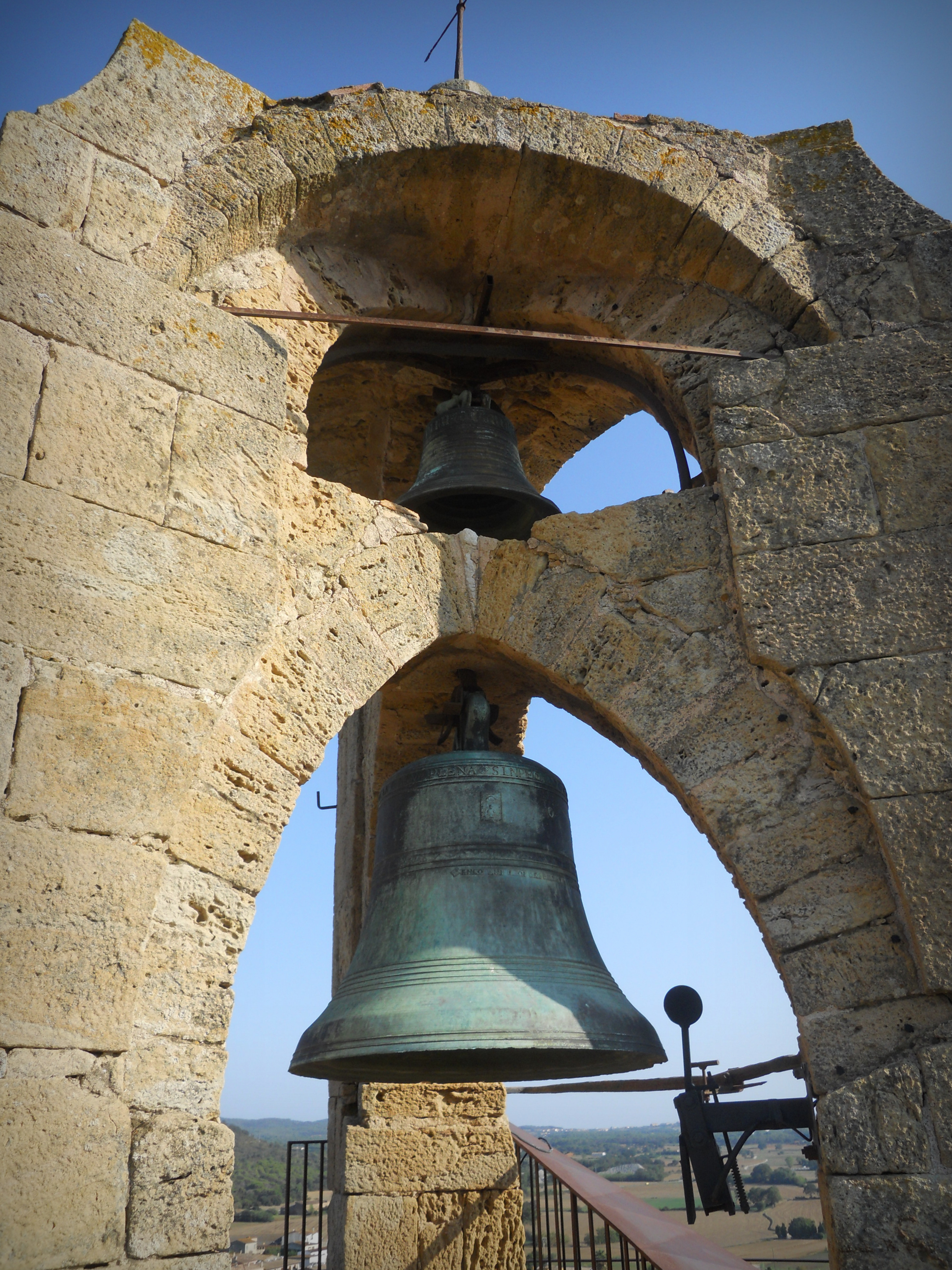
Vue sur les cloches de la tour des heures
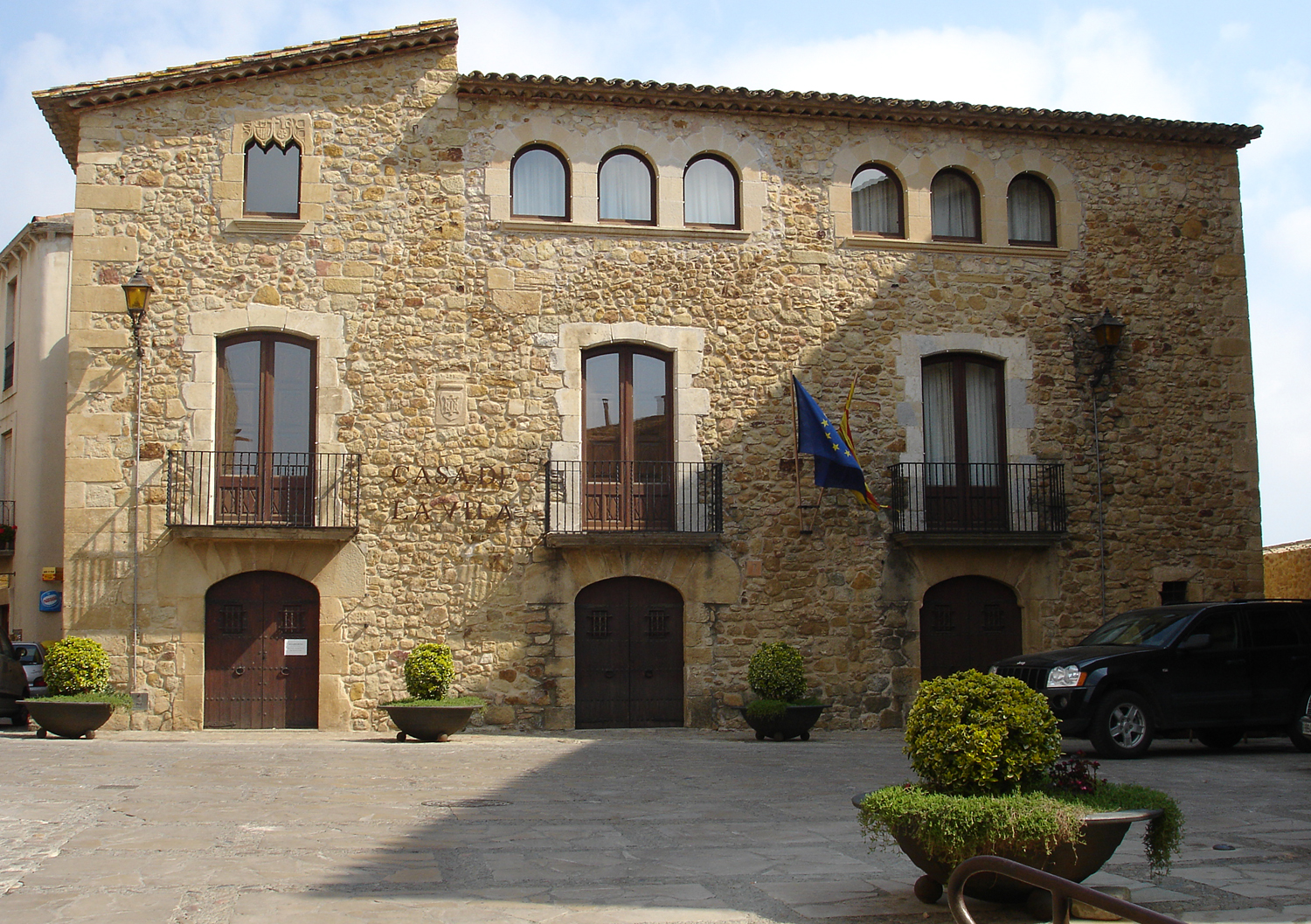
Hôtel de ville
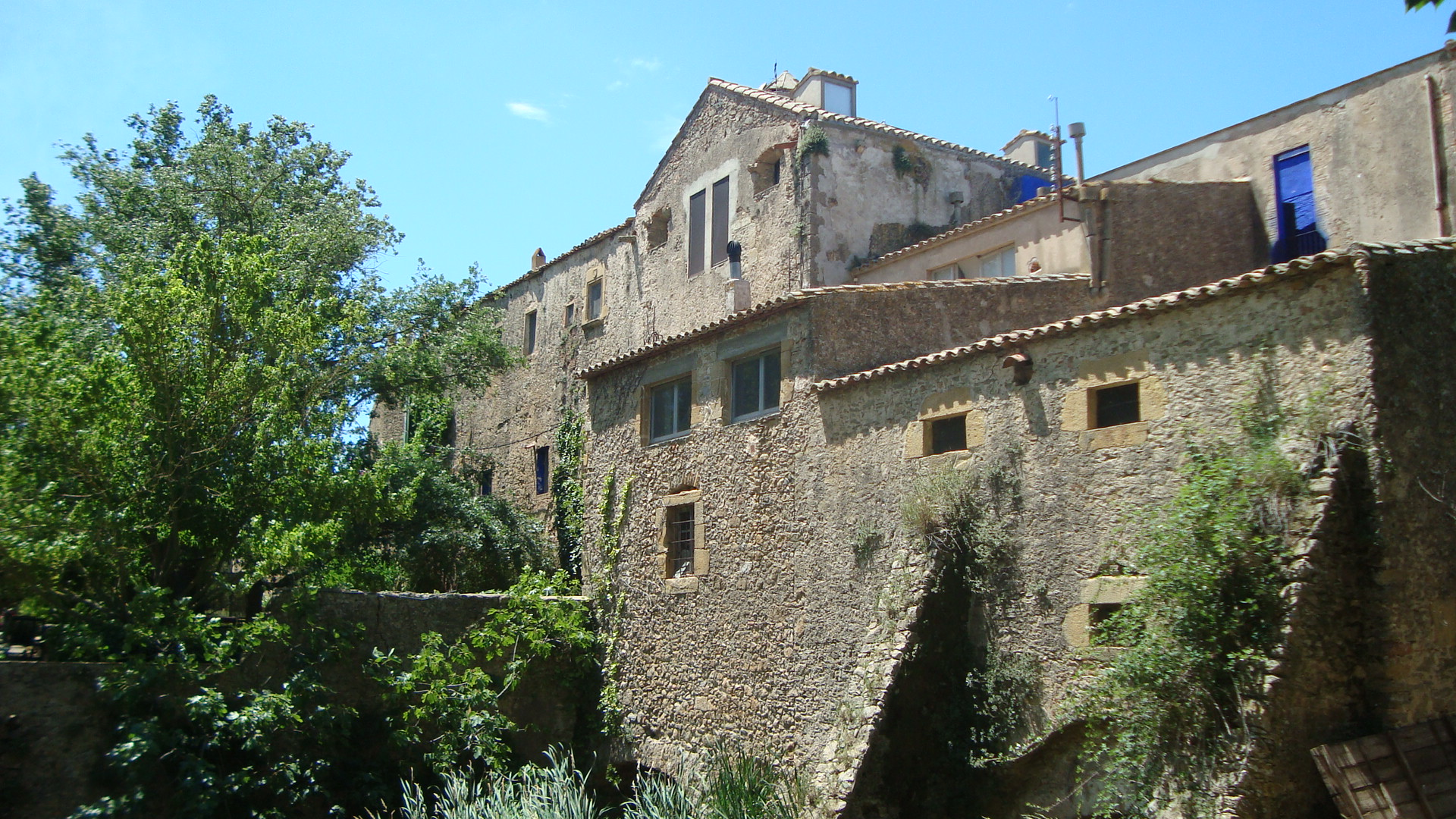
Moulin
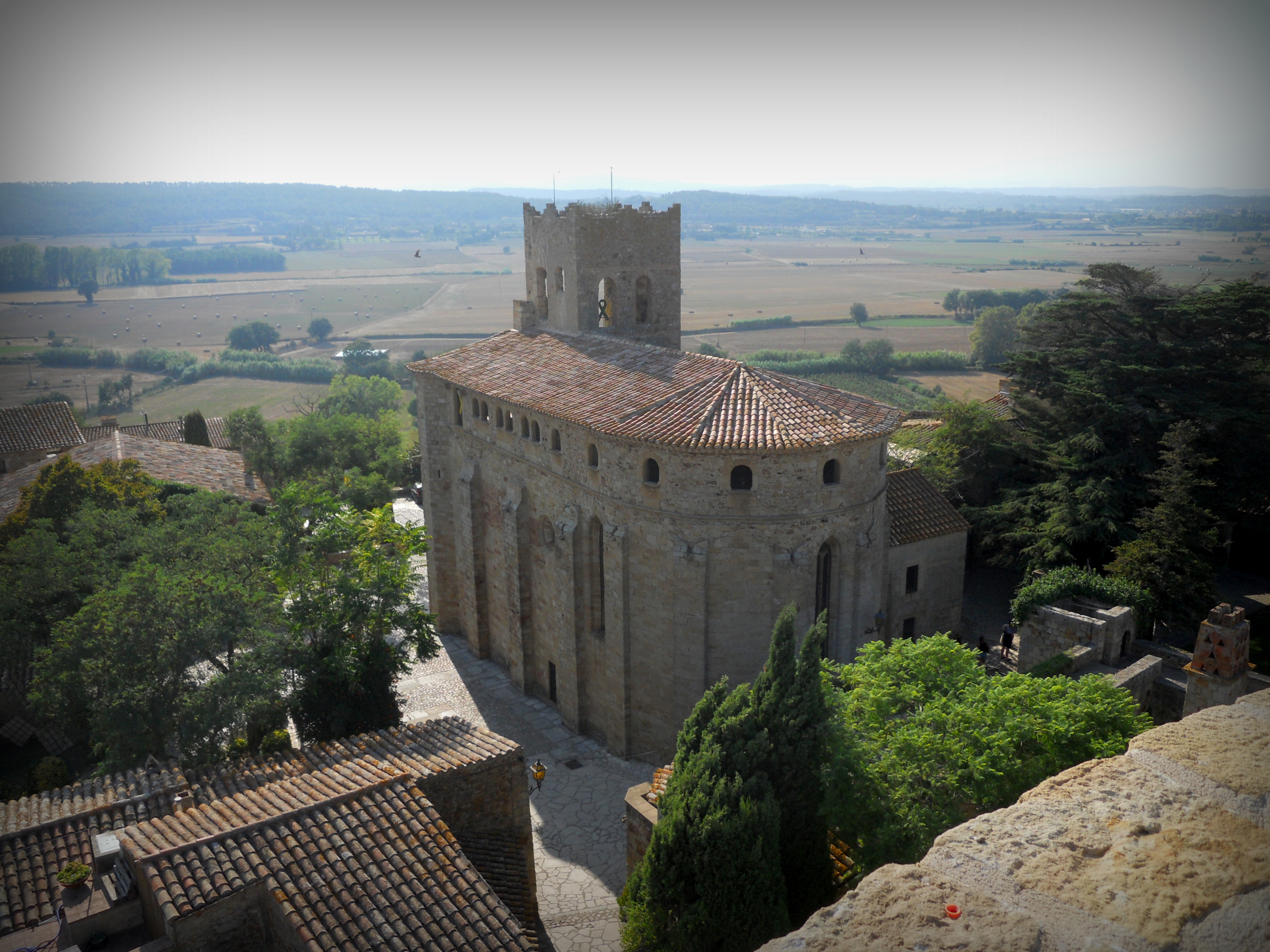
Vue sur l'église Saint-Pierre depuis la Tour des heures
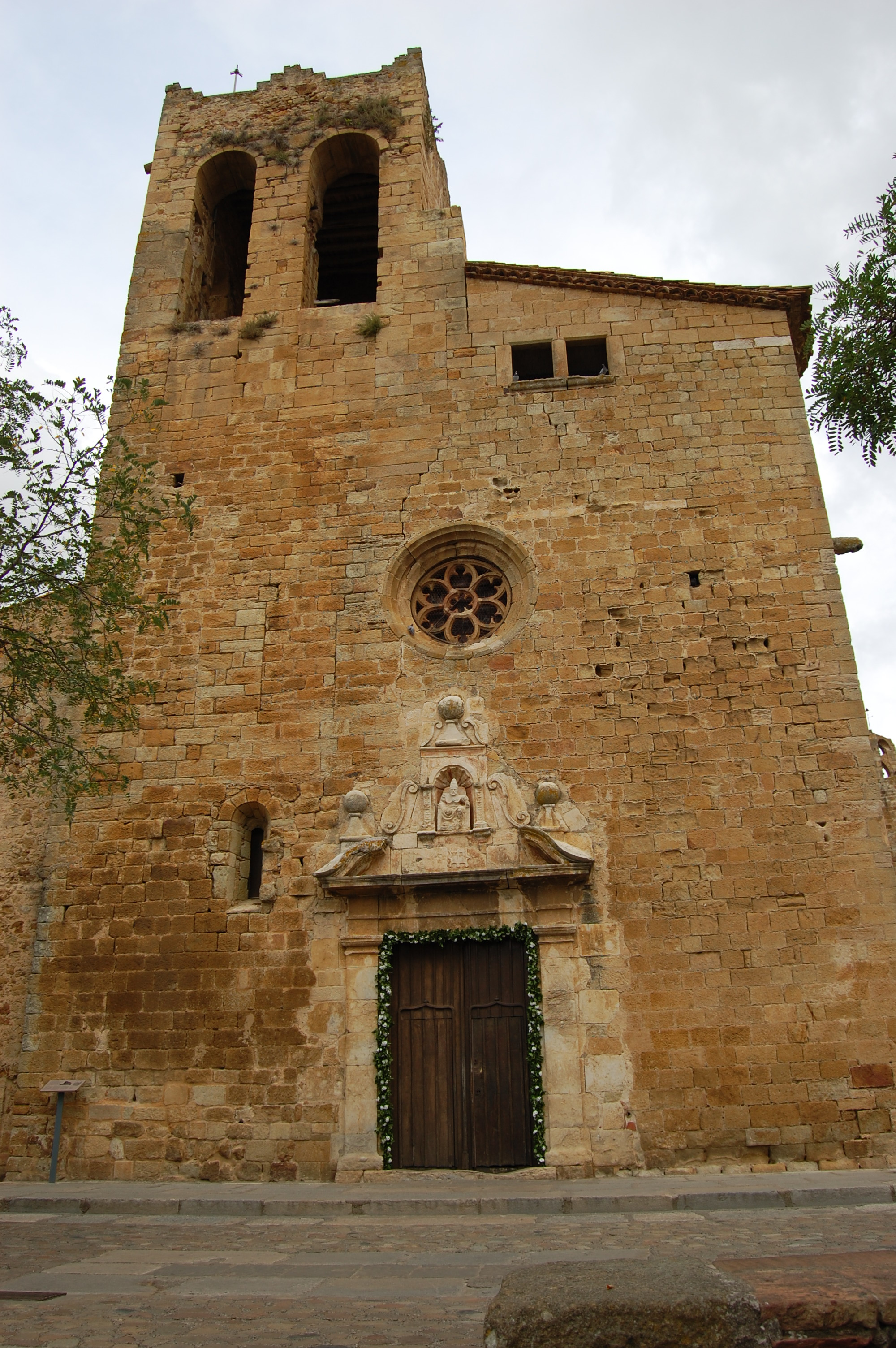
Église Saint-Pierre (ca)
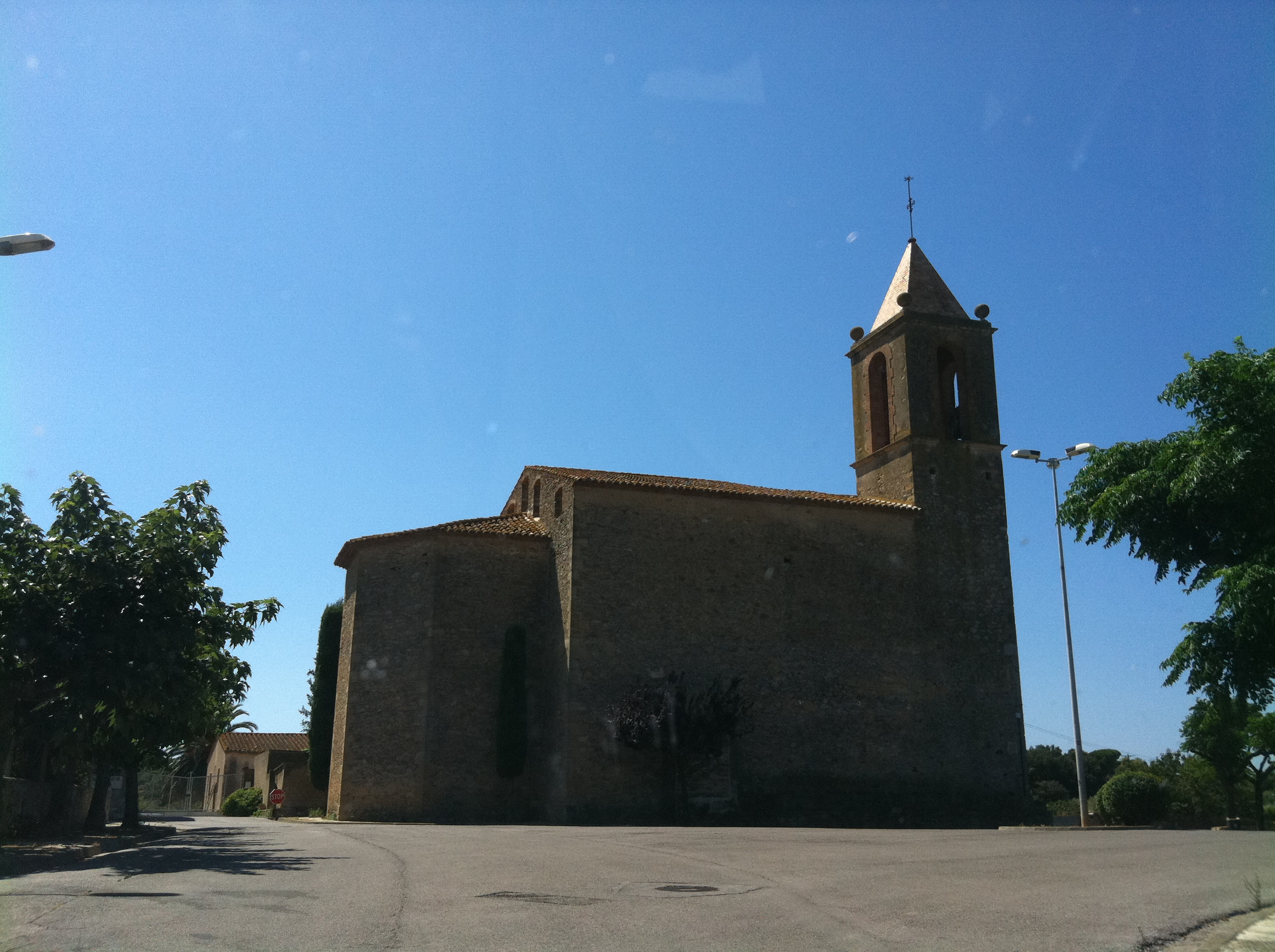
Église Saint-Fructueux
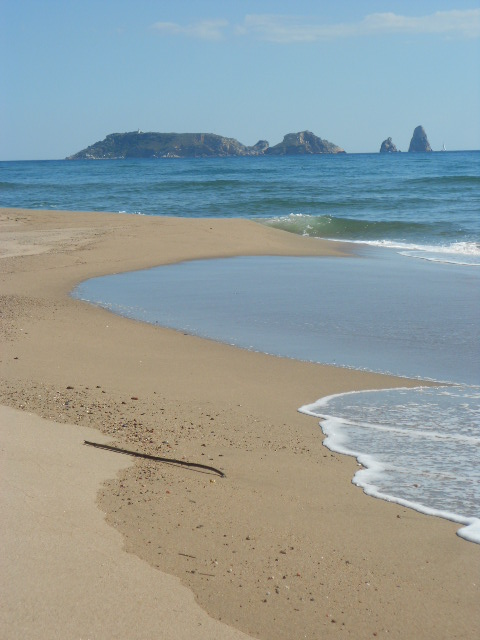
Plage et îles Medes

## Jumelage
- Saint-Jean-de-Rives, France